# Correbia nigridorsalis
Correbia nigridorsalis là một loài bướm đêm thuộc phân họ Arctiinae, họ Erebidae.